# La Panthère torero
Pour plus de détails, voir Fiche technique et Distribution.
La Panthère torero (Bully for Pink en anglais) est un cartoon réalisé par Hawley Pratt et sorti dans les salles de cinéma le 14 décembre 1965, mettant en scène La Panthère rose.

## Résumé
La Panthère rose a décidé de devenir matador mais ne disposant pas d'un drap rouge pour entrer dans l'arène décide de voler la cape d'un magicien, ce qui va lui provoquer des catastrophes lorsqu'il se retrouve devant un véritable taureau.

## Fiche
- Titre original : Bully for Pink
- Titre français : La Panthère torero
- Réalisation : Hawley Pratt
- Scénario : John W. Dunn
- Thème musical : Henry Mancini
- Musique : William Lava
- Animation : Norm McCabe, Warren Batchelder et Don Williams
- Peintre décorateur : Dick Ung
- Décors : Tom O'Loughlin
- Montage : Lee Gunther
- Producteur superviseur : Bill Orcutt
- Producteurs : David H. DePatie et Friz Freleng
- Production : Mirisch-Geoffrey-DePatie Freleng Production
- Distribution : United Artists (1965) (cinéma) (USA)
- Durée : 7 minutes
- Format : 1,37 :1
- Son : mono
- Couleurs, 35 mm (De Luxe)
- Langue : anglais
- Pays : États-Unis
- Sortie : 14 décembre 1965

## Sortie vidéo
- Le cartoon est disponible dans le premier disque de la collection DVD La Panthère rose: Les cartoons